# BitDefender
Bitdefender es una compañía rumana de seguridad informática. Fue fundada en 2001 por Florin Talpeş  que es su actual CEO. Bitdefender desarrolla y distribuye programas antivirus, programas de seguridad end-point y otros productos y servicios de ciber-seguridad. En 2017, sus programas tenían cerca de 500 millones de usuarios. En agosto de 2017, Bitdefender figuraba como la novena compañía productora de seguridad informática para Windows.
Dispone de oficinas en Estados Unidos, Reino Unido, Alemania, España, Perú y Rumanía, además de una red local de distribuidores en más de 200 países.

## Bitdefender en España
Bitdefender en España tiene siete oficinas ubicadas en Madrid, Barcelona, Vigo, Las Palmas de Gran Canaria, Valencia y Sevilla.
Además, posee un laboratorio de pruebas, un servicio técnico y convenios con diferentes universidades y entidades públicas como la Universidad Abierta de Cataluña o el Centro de Alerta Antivirus.

## Los productos Bitdefender
Proporciona soluciones antivirus, firewall, antispyware, antispam y control parental para usuarios corporativos y domésticos.
La gama de productos BitDefender está desarrollada para implementarse en estructuras TI complejas (puestos de trabajo, servidores de ficheros, servidores de correo y puertas de enlace), en plataformas Microsoft Windows, Linux o FreeBSD.
Sus productos se distribuyen en todo el mundo en más de 20 idiomas incluyendo el español, catalán, inglés, alemán, francés, rumano, checo y coreano.

### Seguridad de la casa
- Bitdefender Total Security
- Bitdefender Internet Security
- Bitdefender Antivirus Plus
- Bitdefender para Mac
- Bitdefender Mobile Security

### Seguridad corporativa
- Small Office Security
- Security for Endpoints
- Security for virtualized enviroments
- Bitdefender Antivirus Scanner for Unices

## Cronología
- 1996: Lanzamiento del AVX, AntiVirus eXpert, para el mercado de Europa del Este. Aunque iba dirigido para el sistema operativo DOS, el producto se podía utilizar, también, bajo Windows 9x.
- Agosto de 1998: AVX, primer antivirus que proporciona la actualización inteligente, sin la intervención del usuario.
- Septiembre de 1998: el AVX es el primer antivirus en el mundo en escanear todos los archivos descargados.
- Agosto de 1999: BitDefenderTM es la primera compañía en el mundo en proporcionar antivirus para los dispositivos móviles (Palm OS, Win CE, Epoc).
- Marzo de 2000: el primer producto antivirus que incluye el firewall personalizado.
- Octubre de 2000: Focus Security nomina al Antivirus eXpert entre las 6 primeras soluciones antivirus en el mundo que integran firewall y antivirus.
- Abril de 2001: El equipo de AVX lanza como primicia mundial soluciones de antivirus para todos los usos existentes de mensajería instantánea (ICQ, MSN Messenger, Yahoo! Messenger, NetMeeting y mIRC).
- Junio de 2001: AVX lanza su sexta generación y se convierte en el producto antivirus que incluye aplicación firewall.
- Noviembre de 2001: SOFTWIN anuncia su nueva marca de productos de antivirus, BitDefenderTM, y entra en el mercado internacional.
- Marzo de 2002: BitDefenderTM lanza la primera solución de antivirus para MS SharePoint, en el CeBIT.
- Febrero de 2003: La tecnología MIDAS (sistema avanzado de la detección de la intrusión de Malware), propietaria de Softwin, recibe el Premio IST y revoluciona el diseño del antivirus.
- Agosto de 2003: la séptima generación de BitDefenderTM se convierte en el primer antivirus que incluye tecnología antidialer.
- Diciembre de 2003: BitDefenderTM factura más de 7,8 millones de euros.
- Enero de 2004: primera versión del LinuxDefender Live! El CD se lanza en el LinuxConf 2003 totalmente equipado para Linux.
- Abril de 2004: BitDefenderTM lanza su propia tecnología antispam.
- Diciembre de 2004: Más de 40 millones de usuarios de Internet están protegidos con tecnología de BitDefender.
- Abril de 2005: BitDefenderTM lanza el sistema de "actualización cada hora".
- Septiembre de 2005: BitDefenderTM lanza la novena generación de su antivirus. BitDefender Internet Security se convierte en una de las soluciones más completas en el mercado incluyendo antivirus, antispyware, antispam, firewall, antidialer y control parental.
- Diciembre de 2005: BitDefender crece un 200% este año y es el décimo ejercicio consecutivo con crecimiento.
- Mayo de 2006 : BitDefenderTM introduce B-HAVE, su nueva generación de detección de virus.
- Septiembre de 2006: BitDefender entra en el ranking de las 100 mejores compañías privadas en Europa.